# Primeira Liga 2013/2014
Primeira Liga 2013/2014 var den 80:e upplagan av Portugals högsta division i fotboll för herrar. Säsongen började den 18 augusti 2013 och slutade den 11 maj 2014. Benfica lyckades vinna ligan för 33:e gången efter att ha besegrat Olhanense med 2–0 och därmed säkrat titeln med två omgångar kvar.

## Lagen

### Arenor
| Lag               | Ort               | Arena                           | Publikkapacitet |
| ----------------- | ----------------- | ------------------------------- | --------------- |
| Académica         | Coimbra           | Estádio Cidade de Coimbra       | 30 210          |
| Arouca            | Arouca            | Estádio Municipal de Arouca     | 5 000           |
| Belenenses        | Lissabon          | Estádio do Restelo              | 19 300          |
| Benfica           | Lissabon          | Estádio da Luz                  | 65 647          |
| Braga             | Braga             | Estádio Municipal de Braga      | 30 286          |
| Estoril           | Estoril           | Estádio António Coimbra da Mota | 8 000           |
| Gil Vicente       | Barcelos          | Estádio Ciudade de Barcelos     | 17 700          |
| Marítimo          | Funchal           | Estádio dos Barreiros           | 9 177           |
| Nacional          | Funchal           | Estádio da Madeira              | 5 142           |
| Olhanense         | Olhão             | Estádio José Arcanjo            | 11 622          |
| Paços de Ferreira | Paços de Ferreira | Estádio Capital do Móvel        | 5 255           |
| Porto             | Porto             | Estádio do Dragão               | 52 000          |
| Rio Ave           | Vila do Conde     | Estádio dos Arcos               | 12 820          |
| Sporting CP       | Lissabon          | Estádio José Alvalade           | 52 466          |
| Vitória Guimarães | Guimarães         | Estádio D. Afonso Henriques     | 32 076          |
| Vitória Setúbal   | Setúbal           | Estádio do Bonfim               | 21 530          |

### Klubbinformation
| Lag               | Huvudtränare       | Lagkapten         | Ställ-tillverkare | Tröjsponsor                 |
| ----------------- | ------------------ | ----------------- | ----------------- | --------------------------- |
| Académica         | Sérgio Conceição   | Ricardo           | Nike              | EFAPEL                      |
| Arouca            | Pedro Emanuel      | Bruno Amaro       | Macron            | Banco BIC                   |
| Belenenses        | Lito Vidigal       | Fernando Ferreira | Nike              | MetLife                     |
| Benfica           | Jorge Jesus        | Luisão            | Adidas            | Meo (H), Moche (B)          |
| Braga             | Jorge Paixão       | Alan              | Macron            | Banco BIC                   |
| Estoril           | Marco Silva        | Vagner            | Hummel            | Banco BIC                   |
| Gil Vicente       | João de Deus       | César Peixoto     | Macron            | Barcelos                    |
| Marítimo          | Pedro Martins      | Briguel           | Lacatoni          | Banif                       |
| Nacional          | Manuel Machado     | João Aurélio      | Hummel            | Banif                       |
| Olhanense         | Giuseppe Galderisi | Rui Duarte        | Lacatoni          | OLX                         |
| Paços de Ferreira | Jorge Costa        | Filipe Anunciação | Lacatoni          | Banco BIC                   |
| Porto             | Luís Castro        | Helton            | Nike              | Meo (H), Moche (A)          |
| Rio Ave           | Nuno               | Tarantini         | Lacatoni          | ASC ENGENHARIA E CONSTRUÇÃO |
| Sporting CP       | Leonardo Jardim    | Rui Patrício      | Puma              | Meo (H), Moche (B)          |
| Vitória Guimarães | Rui Vitória        | Leonel Olímpio    | Nike              | BK                          |
| Vitória Setúbal   | José Couceiro      | Pedro Queirós     | Hummel            | Kia                         |

## Ligatabell
| Nr | Lag               | S  | V  | O  | F  | GM | IM | MS  | P  |
| -- | ----------------- | -- | -- | -- | -- | -- | -- | --- | -- |
| 1  | Benfica           | 30 | 23 | 5  | 2  | 58 | 18 | +40 | 74 |
| 2  | Sporting CP       | 30 | 20 | 7  | 3  | 54 | 20 | +34 | 67 |
| 3  | Porto             | 30 | 19 | 4  | 7  | 57 | 25 | +32 | 61 |
| 4  | Estoril           | 30 | 15 | 9  | 6  | 42 | 26 | +16 | 54 |
| 5  | Nacional          | 30 | 11 | 12 | 7  | 43 | 33 | +10 | 45 |
| 6  | Marítimo          | 30 | 11 | 8  | 11 | 40 | 44 | −4  | 41 |
| 7  | Vitória Setúbal   | 30 | 10 | 9  | 11 | 41 | 41 | 0   | 39 |
| 8  | Académica         | 30 | 9  | 10 | 11 | 25 | 35 | −10 | 37 |
| 9  | Braga             | 30 | 10 | 7  | 13 | 39 | 37 | +2  | 37 |
| 10 | Vitória Guimarães | 30 | 10 | 5  | 15 | 30 | 35 | −5  | 35 |
| 11 | Rio Ave           | 30 | 8  | 8  | 14 | 21 | 35 | −14 | 32 |
| 12 | Arouca            | 30 | 8  | 7  | 15 | 28 | 42 | −14 | 31 |
| 13 | Gil Vicente       | 30 | 8  | 7  | 15 | 23 | 37 | −14 | 31 |
| 14 | Belenenses        | 30 | 6  | 10 | 14 | 19 | 33 | −14 | 28 |
| 15 | Paços de Ferreira | 30 | 6  | 6  | 18 | 28 | 59 | −31 | 24 |
| 16 | Olhanense         | 30 | 6  | 6  | 18 | 21 | 49 | −28 | 24 |

|  | Kvalificerad till UEFA Champions Leagues gruppspelsomgång                                          |
|  | Kvalificerad till UEFA Champions Leagues playoff-omgång                                            |
|  | Kvalificerad till UEFA Europa Leagues gruppspel.                                                   |
|  | Kvalificerad till UEFA Europa Leagues kvalomgång. Rio Ave tar platsen eftersom man är cupfinalist. |
|  | Kvalificerad till Nedflyttningsplayoffet.                                                          |
|  | Degradering till Segunda Liga                                                                      |

## Nedflyttningsplayoff
Paços de Ferreira som slutade på 15:e plats mötte Desportivo das Aves som slutade 4:a i Segunda Liga. Totala vinnaren i detta dubbelmöte får en plats i den expanderande upplagan av Primeira Liga 2014/2015. 
| 1     | 16 maj | Aves | 0 – 0   | Paços de Ferreira | Estádio do CD das Aves                                     |                                                            |
| 20:15 | 20:15  |      | (0 – 0) |                   | Vila das Aves Publik: 5 504 Domare: Hugo Miguel (Portugal) | Vila das Aves Publik: 5 504 Domare: Hugo Miguel (Portugal) |
| 20:15 | 20:15  |      |         |                   | Vila das Aves Publik: 5 504 Domare: Hugo Miguel (Portugal) | Vila das Aves Publik: 5 504 Domare: Hugo Miguel (Portugal) |
| 20:15 | 20:15  |      |         |                   | Vila das Aves Publik: 5 504 Domare: Hugo Miguel (Portugal) | Vila das Aves Publik: 5 504 Domare: Hugo Miguel (Portugal) |

| 2     | 21 maj | Paços de Ferreira             | 3 – 1   | Aves        | Estádio Capital do Móvel                                        |                                                                 |
| 20:15 | 20:15  | Bébé 25′ Seri 44′ Minhoca 84′ | (2 – 0) | Martins 78′ | Paços de Ferreira Publik: 4 607 Domare: Duarte Gomes (Portugal) | Paços de Ferreira Publik: 4 607 Domare: Duarte Gomes (Portugal) |
| 20:15 | 20:15  |                               |         |             | Paços de Ferreira Publik: 4 607 Domare: Duarte Gomes (Portugal) | Paços de Ferreira Publik: 4 607 Domare: Duarte Gomes (Portugal) |
| 20:15 | 20:15  |                               |         |             | Paços de Ferreira Publik: 4 607 Domare: Duarte Gomes (Portugal) | Paços de Ferreira Publik: 4 607 Domare: Duarte Gomes (Portugal) |

## Säsongsstatistik

### Skytteligan
| Rank | Spelare          | Klubb             | Mål |
| ---- | ---------------- | ----------------- | --- |
| 1    | Jackson Martínez | Porto             | 20  |
| 2    | Derley           | Marítimo          | 16  |
| 2    | Rafael Martins   | Vitória Setúbal   | 16  |
| 4    | Lima             | Benfica           | 14  |
| 5    | Fredy Montero    | Sporting CP       | 13  |
| 6    | Mario Rondón     | Nacional          | 12  |
| 7    | Bébé             | Paços de Ferreira | 11  |
| 7    | Evandro          | Estoril           | 11  |
| 7    | Rodrigo          | Benfica           | 11  |
| 10   | Héldon           | Sporting CP       | 10  |

### Hat-tricks
| Spelare       | För         | Mot    | Resultat | Datum           |
| ------------- | ----------- | ------ | -------- | --------------- |
| Fredy Montero | Sporting CP | Arouca | 5–1      | 18 augusti 2013 |
| Mario Rondón  | Nacional    | Paços  | 0–5      | 19 april 2014   |